# Таныгин, Павел Михайлович
Таныгин Павел Михайлович (декабрь 1892, Харьков — 14 апреля 1938, Хабаровск) — советский партийный деятель, 1-й секретарь Приморского обкома ВКП(б), 1-й секретарь Криворожского горкома КП(б) Украины. Кандидат в члены ЦК КП(б) Украины (15.06.1930 — 18.01.1934).

## Биография
Родился в декабре 1892 года в Харькове в семье рабочего-котельщика.
В 1906 году окончил два класса Харьковской железнодорожной школы.
В июне 1906 — августе 1908 года — ученик слесаря частной слесарной мастерской Журавлёва в Харькове. В августе 1908 — мае 1911 года — слесарь механического завода фон Дитмара в Харькове. В мае 1911 — марте 1912 года — слесарь Харьковского паровозостроительного завода. В марте—сентябре 1912 года — слесарь Харьковского машиностроительного завода общества Гельферих-Саде. В сентябре 1912 — мае 1914 года — слесарь металлообрабатывающей фабрики Сикорского в Харькове. В мае 1914 — мае 1915 года — слесарь паровозных мастерских Южной железной дороги в Харькове.
В мае 1915 — июне 1916 года — рядовой 3-го Сибирского стрелкового полка российской армии в Чите и Перовске. В июне—сентябре 1916 года — слесарь депо 1-го Кавказского железнодорожного батальона в Тифлисе. В сентябре 1916 — декабре 1917 года — слесарь, машинист паровоза 2-го Кавказского железнодорожного батальона Кавказского фронта.
В декабре 1917 — июне 1919 года — слесарь паровозных мастерских Южной железной дороги, красногвардеец в Харькове. В июне—декабре 1919 года — боец рабочего отряда штаба обороны Южного фронта в Харькове, Искровке, Кочубеевке и Полтаве. В декабре 1919 — мае 1920 года — слесарь паровозных мастерских Южной железной дороги в Харькове. В мае—сентябре 1920 года — заведующий отдела массовых обследований Харьковской губернской Рабоче-крестьянской инспекции. В сентябре 1920 — марте 1921 года — слесарь паровозных мастерских Южной железной дороги в Харькове.
Член РКП(б) с апреля 1921 года.
В марте 1921 — июле 1923 года — инструктор, в июле 1923 — июне 1924 года — заведующий организационным отделом, а в июне 1924 — августе 1925 года — заведующий отделом агитации и пропаганды Ивано-Лысогорского районного комитета КП(б) Украины Харькова. В августе 1925 — июне 1926 года — курсант Харьковского окружной школы партийных работников при ЦК КП(б) Украины. В июне 1926 — ноябре 1927 года — инструктор Харьковского окружного комитета КП(б) Украины. В ноябре 1927 — декабре 1928 года — заведующий организационным отделом Ленинского районного комитета КП(б) Украины Харькова. В декабре 1928 — сентябре 1930 года — ответственный секретарь Ленинского районного комитета КП(б) Украины в Харькове. В сентябре 1930 — июле 1931 года — секретарь партийного комитета КП(б) Украины Харьковского железнодорожного узла.
В июле 1931 — марте 1932 года — слушатель курсов марксизма-ленинизма в Москве.
26 февраля 1932 года был направлен на Дальний Восток, где начал работать секретарём Дальневосточного краевого комитета ВКП(б) по транспорту. 7 марта 1934 года был избран 1-м секретарём Приморского областного комитета ВКП(б), на должности до сентября 1936 года, одновременно в апреле—сентябре — 1-й секретарь Владивостокского городского комитета ВКП(б).
1-й секретарь Криворожского городского комитета КП(б) Украины в Днепропетровской области.
С января по май 1937 года — 2-й секретарь Винницкого обкома КП(б) Украины. С 26 июля по август 1937 года — заведующий Отделом руководящих партийных органов (ОРПО) Дальневосточного крайкома ВКП(б).

Бывший первый секретарь Приморского обкома партии Таныгин П. М. был связан с врагом народа начальником Дальтрансугля Котиным И. Н., участвовал в организации встреч Рыкова во Владивостоке. Прошу дать указание
для расследования...— Из письма П. Федина Г. Маленкову
Арестован 22 августа 1937 года в Кривом Роге, партбилет изъят при аресте, этапирован во Владивосток. 13 апреля 1938 года приговорён к высшей мере наказания и расстрелян 14 апреля 1938 года в Хабаровске, где и похоронен. По другим данным расстрелян 6 июня 1938 года во Владивостоке. Реабилитирован 14 сентября 1957 года.